# Марченко Михайло Миколайович
Марченко Михайло Миколайович (11 серпня 1940 , Усть-Лабінський район, Краснодарський край  — 2 липня 2021 ) — радянський і російський правознавець, доктор юридичних наук, професор. Лауреат премії імені Ломоносова за цикл праць про політичну систему сучасних йому розвинених суспільств.
Президент Асоціації юридичних вузів Росії.
Випускник юридичного факультету Московського університету.

## Основні праці
1. рос. «Очерки теории политической системы современного буржуазного общества» (1985),
2. рос. «Общая теория государства и права» (1995),
3. рос. «Теория разделения властей: история и современность» (1997).